# Jurij Mel'ničenko
Jurij Vasil'evič Mel'ničenko (in russo Юрий Васильевич Мельниченко?; 5 giugno 1972) è un ex lottatore kazako, specializzato nella lotta greco-romana.

## Palmarès

### Olimpiadi
- 1 medaglia:
  - 1 oro (Atlanta 1996 nei pesi gallo)

### Mondiali
- 4 medaglie:
  - 2 ori (Istanbul 1994 nei 57 kg; Breslavia 1997 nei 57 kg)
  - 2 argenti (Praga 1995 nei 57 kg; Atene 1999 nei 57 kg)

### Giochi asiatici
- 1 medaglia:
  - 1 oro (Hiroshima 1994 nei 57 kg)

### Campionati asiatici
- 3 medaglie:
  - 2 ori (Xiaoshan 1996 nei 57 kg; Teheran 1997 nei 57 kg)
  - 1 argento (Tashkent 1999 nei 57 kg)